# Thunderbird Classic 1980
Il Thunderbird Classic 1980 è stato un torneo di tennis giocato sul cemento. È stata la 10ª edizione del torneo, che fa parte del WTA Tour 1980. Si è giocato a Phoenix negli USA, dal 6 al 12 ottobre 1980.

## Campionesse

### Singolare
Regina Maršíková ha battuto in finale  Wendy Turnbull con il punteggio di 7–6, 7–6

### Doppio
Pam Shriver /  Paula Smith hanno battuto in finale  Ann Kiyomura /  Candy Reynolds con il punteggio di 6–0, 6–4